# Fachverband Unternehmensberatung, Buchhaltung und Informationstechnologie
Der Fachverband Unternehmensberatung, Buchhaltung und Informationstechnologie (UBIT) ist Teil der Wirtschaftskammer Österreich und die gesetzliche Interessenvertretung folgender Branchen:
Unternehmensberatung, IT-Dienstleistung und Buchhaltung. Der Fachverband vertritt über 66.000 Unternehmen bzw. Berufsträger. Per 1. Jänner 2013 wurde UBIT aufgrund einer neuen bundesgesetzlichen Regelung auch für jene Buchhaltungsberufe zur gesetzlichen Vertretungsorganisation, die bisher von der Kammer der Wirtschaftstreuhänder vertreten wurden. Seither sind alle Angehörigen gewerblich tätiger Buchhaltungsberufe UBIT-Mitglieder.
Oberstes Organ ist der von den Länderorganisationen (Fachgruppen) beschickte Fachverbandsausschuss bzw. dessen Vorsitzender, der Fachverbandsobmann. Seit 2007 ist Alfred Harl (Österreichischer Wirtschaftsbund) Fachverbandsobmann, von 2001 an war es Friedrich Bock (Österreichischer Wirtschaftsbund). Dessen Vorgänger war Hans-Jürgen Pollirer (Österreichischer Wirtschaftsbund). Stellvertreter des Fachverbandsobmannes sind Martin Zandonella (Österreichischer Wirtschaftsbund) und Maria Theresia Ebner, Fachverbandsgeschäftsführer ist Claudius Determann. Der Fachverbandsausschuss besteht aus 32 Mitgliedern, die von den (Bundesländer-)Fachgruppen aufgrund der Ergebnisse der Wirtschaftskammerwahlen beschickt werden.
Hauptaufgabe ist Interessensvertretung einschließlich Lobbying besonders gegenüber Ministerien, dem Gesetzgeber und anderen Adressaten. Weitere Aufgaben liegen in der Höherqualifizierung und im Branchenmarketing. Ein Instrument für die Arbeit an diesen Zielen ist die jährliche Verleihung des Constantinus Awards – des österreichischen Branchenpreises für die besten IT- und Beratungsprojekte. Die Kategorien dieses Preises spiegeln die Tätigkeitsbereiche der UBIT-Mitglieder wider, so etwa für Beratung oder Internet-affine Projekte. Eine Besonderheit des Constantinus Awards ist, dass nicht Firmen oder Personen, sondern besonders erfolgreiche Projekte ausgezeichnet werden, den Preis erhalten also Dienstleister und Kunden gemeinsam.
Der Fachverband betreibt zudem das Ausbildungs- und Zertifizierungsinstitut incite (institute for management consultants and information technology experts) mit berufsbegleitenden Weiterbildungen und Zertifizierungen für wissensbasierte Dienstleister.
Eine in der Öffentlichkeit besonders wahrgenommene Aufgabe ist jene als Kollektivvertragspartner; Widerpart ist die Gewerkschaft GPA.
Der Verband ist Mitglied im Dachverband der Beraterverbände ICMCI und diversen internationalen und nationalen Organisationen.

## Prominente Mitglieder
- Hannes Bauer, Unternehmensberater, Abgeordneter zum Nationalrat
- Monika Forstinger, Unternehmensberaterin, Bundesministerin für Technologie, Infrastruktur und Verkehr a. D.
- Kurt Gartlehner, Unternehmensberater, Abgeordneter zum Nationalrat
- Hubert Gorbach, Unternehmensberater, Vizekanzler und Bundesminister a. D.
- Karin Hakl, Unternehmensberaterin, Abgeordnete zum Nationalrat
- Klaus Hübner, Unternehmensberater, Präsident der Kammer der Wirtschaftstreuhänder
- Friedrich Kofler, IT-Dienstleister, ehem. Bundesfinanzreferent der Grünen
- Ruperta Lichtenecker, Unternehmensberaterin, Abgeordnete zum Nationalrat
- Christoph Matznetter, Steuerberater, IT-Dienstleister, Nationalratsabgeordneter, stv. Präsident der Wirtschaftskammer Österreich, Staatssekretär im Finanzministerium
- Maria Rauch-Kallat, Unternehmensberaterin, ehem. Abgeordnete zum Nationalrat
- Hans Jörg Schelling, Unternehmensberater, Vizepräsident der Wirtschaftskammer Österreich, Vorstandsvorsitzender des Hauptverbandes der Österreichischen Sozialversicherungsträger, von 2014 bis 2017 österreichischer Finanzminister
- Christof Zernatto, Unternehmensberater, Landeshauptmann von Kärnten a. D.